# Owen Hargreaves
Owen Lee Hargreaves (sinh ngày 20 tháng 1 năm 1981 ở Calgary, Alberta, Canada) là một cựu cầu thủ bóng đá chuyên nghiệp, từng chơi tại các câu lạc bộ Manchester United, Manchester City ở giải bóng đá ngoại hạng Anh, Bayern München ở Bundesliga và từng thi đấu cho Đội tuyển bóng đá quốc gia Anh.

## Tiểu sử
Hargreaves là con út trong gia đình có 3 anh em của bà Magaret (người Xứ Wales) và ông Colin Hargreaves (người Anh), trước khi cưới Magaret cha anh đã di cư đến Canada từ Anh. Colin Hargreaves đã chơi bóng cho đội trẻ của Bolton Wanderers và sau đó là cho câu lạc bộ Calgary Kickers trong hệ thống giải vô địch quốc gia Canada (Canadian Soccer League). Owen Hargreaves có 2 anh trai là Darren và Neil. Người anh cả của Hargreaves là Darren từng là thiếu niên tiêu biểu của Canada.

## Sự nghiệp ở câu lạc bộ

### FC Bayern München
Owen Hargreaves chuyển đến Bayern München vào ngày 1 tháng 7 năm 1997 từ Calgary Foothills lúc mới 16 tuổi. Ở đây Hargreaves chơi cho đội U19 trong hai năm rưỡi trước khi trải qua 6 tháng ở đội nghiệp dư. Hargreaves từng cùng với đội U19 Bayern Munich tiến đến trận chung kết cúp Quốc gia Đức vào năm 1998 diễn ra tại sân nhà Rote-Erde của đối thủ Borussia Dortmund, và họ chỉ chịu thua sau loạt sút penalty.
Ngày 12 tháng 8 năm 2000, Hargreaves tham dự trận đấu đầu tiên ở giải Bundesliga, sau khi vào thay người cho Carsten Jancker ở phút thứ 83. Trận đấu đầu tiên anh có tên trong đội hình xuất phát là trước đối thủ SpVgg Unterhaching vào ngày 16 tháng 9 năm 2000. Mùa giải đó thành công rực rỡ đối với Bayern Munich; họ đoạt chức vô địch Bundesliga và đoạt danh hiệu UEFA Champions League. Màn trình diễn của Hargreaves trong trận bán kết trước Real Madrid đã đưa anh lên tầm cỡ quốc tế, Hargreaves đã chứng tỏ được rằng mình hoàn toàn không giống như Roberto Carlos và Luís Figo. Anh là một trong 2 cầu thủ ít ỏi của Anh giành được danh hiệu UEFA Champions League với một câu lạc bộ không thuộc nước Anh, trước Hargreaves là Steve McManaman với 2 lần giành UEFA Champions League với Real Madrid.
Vào mùa giải 2001-2002 Hargreaves đã chứng minh được khả năng của mình có thể chơi được ở đội 1, anh ra sân 46 lần tất cả. Bất chấp sự thất bại của CLB ở mùa giải ấy chỉ giành được vị trí thứ 3 Bundesliga, lọt vào tứ kết Champions League và bị đánh bại bởi Schalke 04 tại cúp quốc gia, Hargreaves đã dần chứng tỏ được anh là một trong những cầu thủ chủ chốt của đội.
Mùa giải 2002-2003 Hargreaves cùng với Baryern Munich ăn mừng chức vô địch Bundesliga và DFB Cup. Ngày 26 tháng 1 năm 2003, Hargreaves ghi bàn thắng đầu tiên ở Bundesliga trong trận đấu với Borussia Mönchengladbach. Nhưng thật không may, anh đã bị chấn thương đến 3 lần trong mùa giải năm đó. Vào tháng 9 anh bị rách cơ bắp đùi, sau đó vào tháng 10 anh lại bị ở bắp chân. Đến cuối mùa giải những vấn đề về cơ khép lại buộc anh phải vắng mặt trong hơn 3 tuần. Anh vắng mặt tổng cộng 25 trận tại Bundesliga, 4 trận tại các giải cúp và 3 trận tại Champions League.
Mùa giải 2003-2004 là mùa giải đầu tiên Hargreaves không giành được bất cứ danh hiệu nào với Bayern Munich. Sau khi đoạt cú đúp mùa giải trước đó, Munich đã về nhì ở Bundesliga, và bị đá văng khỏi Champions League bởi Real Madrid. Hargreaves ra sân tổng cộng 38 trận cho Bayern Munich ở mùa giải năm đó.
Mùa giải 2004-2005 anh lại giành một chức vô địch nước Đức và 1 danh hiệu DFB Cup nữa. Anh đã ra sân 27 trận tại Bundesliga (ghi 1 bàn thắng), đá 3 trận tại các giải cúp (ghi 2 bàn) và 8 trận tại Champions League.
Mùa giải 2005-2006, anh giành được danh hiệu Bundesliga và Cúp quốc gia. Hargreaves đã ghi bàn đầu tiên tại sân vận động mới Allianz Arena trong trận đấu với Borussia Mönchengladbach vào ngày 5 tháng 8 năm 2005. Anh đã ra sân 15 lần (ghi 1 bàn) tại Bundesliga, 4 lần (ghi 2 bàn) tại các giải cúp và 3 lần tại Champions League.
Vào tháng 10 năm 2005, Hargreaves gia hạn hợp đồng với Bayern lên 4 năm.
Vào mùa giải 2006-2007, Hargreaves hầu như đã không thể thi đấu cho Bayern Munich trong các trận đấu vì chấn thương ở chân. Nhưng anh đã trở lại đúng lúc để giúp Bayern Munich đá văng Real Madrid khỏi Champions League sau hai lượt đấu với tổng tỉ số hoà 4-4, Bayern Munich đi tiếp nhờ luật bàn thắng trên sân khách vì trận đấu đầu tiên họ ghi được 2 bàn trên sân Santiago Bernabéu của Real Madrid trong trận thua 3-2.

### Manchester United FC
Ngày 31 tháng 5 năm 2007, có thông tin rằng Hargreaves sẽ gia nhập Manchester United vào ngày 1 tháng 7 năm 2007, sau gần 1 năm thương lượng giữa Bayern Munich và United về khoản phí chuyển nhượng vào khoảng 17 triệu bảng. Hargreaves chính thức trở thành cầu thủ của Manchester United vào ngày 1 tháng 7, sau khi ký hợp đồng 4 năm với Manchester United. Sau đó, anh đã ra mắt trong buổi họp báo vào ngày 9 tháng 7, cùng với tân binh Nani. Hargreaves đã được trao áo số 4 tại Old Trafford, số áo của người tiền nhiệm Gabriel Heinze và trước đó nữa là Sebastian Veron, những người mà phong cách chơi bóng được đánh giá là giống anh.
Hargreaves ra mắt Manchester United khi vào sân thay người ở hiệp hai trong trận thắng Peterborough United 3–1 vào ngày 4 tháng 8. Anh xuất hiện lần đầu tiên tại Premier League ở vòng đấu thứ 3, Manchester United đã để thua 0–1 trong trận derby trên sân khách trước Manchester City. Hargreaves ghi bàn thắng đầu tiên cho Manchester United vào lưới Fulham vào ngày 1 tháng 3, một quả đá phạt từ ngoài vòng cấm địa. Anh ghi bàn thứ hai cho câu lạc bộ vào ngày 13 tháng 4, cũng từ một quả đá phạt trong trận thắng Arsenal. Mùa giải đầu tiên tại Premier League hoàn toàn thành công với sự đóng góp của Hargreaves, Manchester United đã giành Premiership và danh hiệu Champions League.
Tiếc thay vào giai doạn mùa giải 2009/2010, anh bị chấn thương và gần như bị quên lãng trên hàng tiền vệ. Đầu mùa giải 2011–12, chiếc áo số 4 mà anh đang khoác đã được nhường lại cho hậu vệ trẻ Phil Jones.

## Danh hiệu

#### Bayern Munich
- Bundesliga: 2000–01, 2002–03, 2004–05, 2005–06
- DFB-Pokal: 2002–03, 2004–05, 2005–06
- DFB-Ligapokal: 2000
- UEFA Champions League: 2000–01
- Intercontinental Cup: 2001

#### Manchester United
- Premier League: 2007–08, 2008–09, 2010–11
- UEFA Champions League: 2007–08

#### Manchester City
- Premier League: 2011–12